# رحقان
رحقان: وادي وقرية يسكنها الأحامدة من قبيلة حرب، تبعد عن المدينة المنورة 80 كلم من جهة الغرب. وتقع شمال المسيجيد بمسافة 12 كلم، تشتهر بانتاج العسل، توجد في آخرها معقب التي يمتلكها آل زيد بن محمود الاحمدي كما توجد فيها ديوانيه حذيفة التي تمتلكها أسرة الشيخ ال جزا الأحمدي التي اشتهرت في الفترة من سنة 1240 هـ وحتى 1338 هـ.

## ماذكره المؤرخون

### البکری الاندلسی
قال البکری الاندلسی:
بفتح أوّله، وإسكان ثانيه، وبالقاف، على وزن فعلان: واد قرب المدينة، بين النازية والصّفراء؛ وعليه سلك رسول اللّه صلى اللّه عليه وسلم في طريقه إلى بدر.

### ياقوت الحموي
قال ياقوت الحموي:
بالضم ثمّ السكون، وقاف، وآخره نون، لم يجيء في كلامهم إلّا رحيق، وهو الخمر، سلكه النبيّ، صلّى الله عليه وسلّم، في غزوه بدر، ذكر في النازية.
با قاف ونون پايانين. از اين ريشه در زبان تازى جز «رحيق» نيامده است كه به معنى شراب است. جايگاهى است كه پيامبر (ص) در جنگ بدر از آنجا بگذشت در بخش «نازيه».

### عبد المومن البغدادی
قال عبد المومن البغدادی:
بالضم، ثم السكون، وقاف، وآخره نون: موضع سلكه النبي عليه السلام في غزوة بدر.

### السمهودي
قال السمهودي
«رحقان: بالضم ثم السكون والقاف آخره نون، واد عن يمين المتوجه من النازية إلى المستعجلة وسيله يصب عن يسار المستعجلة في خيف بني سالم، ولهذا قال ابن إسحاق في السير إلى بدر كما سبق في مسجد مضيق الصفراء: فسلك في ناحية منها، يعني النازية، حتى جزع واديا يقال له رحقان بين النازية وبين مضيق الصفراء، أي قطع طرف الوادي المذكور مما يلي المستعجلة، وهي أول مضيق الصفراء».

### البلادی الحربی
قال: البلادی الحربی:
رحقان: بفتح الرّاء، وقد ورد في السّيرة بضمّها، والصّواب ما أثبتناه: ورد في النّصّ الّذي ذكرناه في «المنصرف» وهو وادٍ كبيرٌ من روافد وادي الصّفراء، يأتي من جبل «الفقرة» المعروف قديمًا بالأشعر، ثمّ يصبّ في أعلى وادي الصّفراء فوق المضيق.
تجتمع: هو والجيء والسّدارة، ثمّ تكوّن وادي الصّفراء، وعند مصبّه توجد أرض النّازية الّتي ذكرت في بابها. وأهله - اليوم - قبيلة الأحامدة من بني سالمٍ من حربٍ، ولهم في أعلاه قريةٌ تسمّى «العنيق».